# El-alameini nemzetközi repülőtér
Az el-alameini nemzetközi repülőtér (IATA: DBB, ICAO: HEAL) (arabul: مطار العلمين الدولي; Maṭār al-ʿAlamein al-Dawli) az egyiptomi El-Alamein nemzetközi repülőtere. A Matrúh kormányzóságbeli El Dabaa mellett található, Egyiptom északi partján, Alexandriától 160 km-re nyugatra.

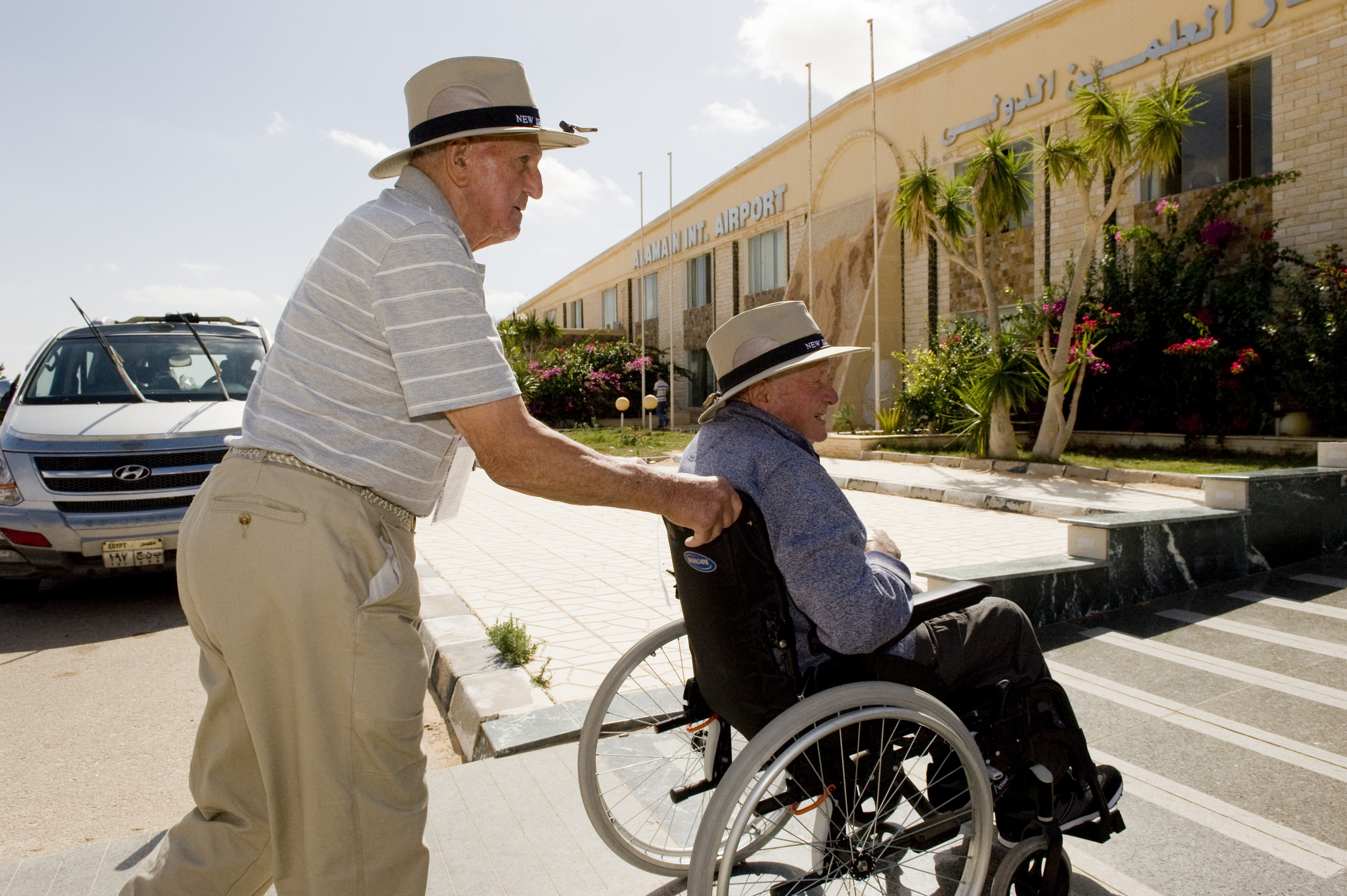
Új-zélandi II. világháborús veterán az El Alamein-i repülőtéren

A repülőtér üzemeltetője az International Airports Company, a KATO Investment leányvállalata. 1999-ben nyert a repülőtér megépítésére és 50 évnyi működtetésére kiírt pályázaton.
A repülőtér területe 64 km² terminálja óránként 600 utas kiszolgálására alkalmas.
A repülőtér egy futópályával rendelkezik, amely képes a legnagyobb utasszállító, az A380-800  fogadására is.

## Légitársaságok és úti célok
| Légitársaság                          | Célállomások                       |
| ------------------------------------- | ---------------------------------- |
| Bravo Airways                         | szezonális charter: Kijev-Zsuljani |
| EgyptAir üzemeltető: EgyptAir Express | szezonális: Kairó                  |

## Forgalom
Az utasforgalom az elmúlt években az alábbi módon változott:
| Utasok száma | 229  | 28 800 | 31 092 | 23 889 | 19 058 | 5685 | 540  | 1260 | 6446 | 40   |
|              | 2005 | 2007   | 2009   | 2010   | 2012   | 2014 | 2016 | 2017 | 2019 | 2021 |

## További hivatkozások
- Egyiptom repülőtereinek listája

## Fordítás
Ez a szócikk részben vagy egészben  az   El Alamein International Airport című angol Wikipédia-szócikk ezen változatának fordításán alapul.  Az eredeti cikk szerkesztőit annak laptörténete sorolja fel. Ez a jelzés csupán a megfogalmazás eredetét és a szerzői jogokat jelzi, nem szolgál a cikkben szereplő információk forrásmegjelöléseként.